# Elecciones generales de Belice de 1989
Las elecciones generales se llevaron a cabo en Belice el 4 de septiembre de 1989. El resultado fue una estrecha victoria del Partido Unido del Pueblo, con 15 de los 28 escaños de la Asamblea, retornando al poder después de su anterior derrota. La participación electoral fue del 72.6%.

## Antecedentes
El gobernante Partido Demócrata Unido estaba terminando su primer mandato y buscaba obtener otra reelección. Durante su campaña, prometió una mejora en la economía y un alza en el nivel de vida de la población. El opositor Partido Unido del Pueblo, que se había visto desbancado del poder en la anterior elección, prometió que si obtenían la victoria, buscarían aumentar su política exterior y mantener relaciones diplomáticas más cercanas con Estados Unidos y Taiwán.
Otro cuestionamiento visto durante la campaña fue la controvertida acusación por parte del PUP de que el UDP estaba colaborando con la CIA para espiar a la población, y que si salían elegidos, garantizarían la libertad de expresión supuestamente socavada. El PUP obtuvo una victoria muy estrecha con tan solo el 50.9% de los sufragios. George Cadle Price volvió a ejercer el cargo de Primer ministro de Belice.

## Resultados
| Partido                   | Votos  | %    | Escaños | +/- |
| ------------------------- | ------ | ---- | ------- | --- |
| Partido Unido del Pueblo  | 29,986 | 50.9 | 15      | +8  |
| Partido Demócrata Unido   | 28,900 | 49.0 | 13      | -8  |
| Independientes            | 65     | 0.1  | 0       | 0   |
| Votos en blanco/inválidos | 1,003  | -    | -       | -   |
| Total                     | 59,954 | 100  | 28      | 0   |
| Fuente: Nohlen            |        |      |         |     |